# 교토 부립 대학
교토 부립 대학(일본어: 京都府立大学, Kyoto Prefectural University)은 일본의 공립대학이다. 대학 본부는 교토부 교토시 사쿄구에 위치하고 있다.

## 연혁
교토 부립 대학은 1949년에 교토 부립 농림 전문학교(京都府立農林專門學校)와 교토 부립 여자 전문학교(京都府立女子專門學校)를 통합시켜서, 사이쿄 대학(西京大學/서경대학)으로서 설립되었다. 1959년에 교토 부립 대학으로 개칭되었다.

### 교토 부립 농림 전문학교
- 1895년 교토 부 간이 농업학교(京都府簡易農學校) 설립.
- 1898년 교토 부 농업학교(京都府農學校)로 개칭.
- 1901년 교토 부립 농업학교(京都府立農學校)로 개칭.
- 1904년 교토 부립 농림학교(京都府立農林學校)로 개칭.
- 1918년 현 캠퍼스로 이전.
- 1923년 교토 부립 교토 농림학교로 개칭.
- 1944년 2월 교토 부립 고등 농림학교(京都府立高等農林學校)로 승격.
- 1944년 7월 교토 부립 농림 전문학교로 개칭.
- 1949년 사이쿄 대학 농학부가 됨.

### 교토 부립 여자 전문학교
- 1927년 교토 부립 여자 전문학교 설립.
- 1933년 가쓰라(桂) 캠퍼스로 이전.
- 1949년 사이쿄 대학 문가정학부(文家政學部)가 됨.

### 사이쿄 대학/교토 부립 대학
- 1949년 농학부와 문가정학부로 사이쿄 대학(西京大學) 발족.
- 1959년 교토 부립 대학으로 개칭.
- 1962년 문가정학부가 현 캠퍼스로 이전.
- 1970년 문가정학부를 개조: 문학부, 가정(家政)학부.
- 1977년 가정학부가 생활과학부로 개칭.
- 1997년 생활과학부를 개조: 복지사회학부, 인간환경학부.
- 2008년 학부를 개조: 문학부, 공공정책학부, 생명환경학부.

## 캠퍼스
- 교토부 교토시 사쿄구 시모가모 나카라기 초(下鴨半木町) 1-5

## 조직

### 학부
- 문학부
- 공공정책학부
- 생명환경학부

### 대학원
- 문학 연구과
- 공공정책 연구과
- 생명환경과학 연구과